# Eero Vasa
Eero Vasa (Turku, 1 de febrero de 1997) es un tenista profesional finlandés.

## Trayectoria
Vasa hizo su debut en el equipo finlandés de Copa Davis en marzo de 2016 contra Zimbabue. En la Copa Davis 2017, participó en las series contra Georgia en febrero y Madagascar en abril.
Posteriormente, se marchó a estudiar a la Universidad de Florida Central hasta el 2018.